# Liste der Baudenkmale in Beseritz
In der Liste der Baudenkmale in Beseritz sind alle denkmalgeschützten Bauten der Gemeinde Beseritz (Mecklenburg-Vorpommern) und ihrer Ortsteile aufgelistet. Grundlage ist die Veröffentlichung der Denkmalliste des Landkreises Mecklenburgische Seenplatte (Auszug) vom 20. Januar 2017.

## Baudenkmale nach Ortsteilen

### Beseritz
| ID | Lage                  | Bezeichnung           | Beschreibung | Bild              |
| -- | --------------------- | --------------------- | --- | ----------------- |
| 30 | Dorfstraße 26 (Karte) | Gutsanlage mit        | Gutsanlage mit Gutshaus (Dorfstraße 26), Gutspark, Scheune (von 1755), Stall (von 1881) und Speicher | Weitere Bilder    |
| 30 | Dorfstraße 26         | Gutshaus,             | | Gutshaus,         |
| 30 | Dorfstraße            | Gutspark,             | | Gutspark,         |
| 30 | Dorfstraße 27         | Scheune von 1755,     | | Scheune von 1755, |
| 30 | Dorfstraße 27         | Stall von 1881,       | | Stall von 1881,   |
| 30 | Dorfstraße 27         | Speicher              | | Speicher          |
| 31 | Dorfstraße (Karte)    | Kirche mit            | Gotische, einschiffige Dorfkirche aus Feldstein von um 1300, späterer Holzturm; nach Brand von 1879 Wiederaufbau bis 1881 auch mit Rundfenster; neugotischer Westturm von 1881 mit achtseitigem Spitzhelm nach Plänen von Georg Daniel; Schwarz-Orgel von 1881. Nach dem Wiederaufbau wurden vom Patron der Kirche, Graf Christian Bernstorff, zwei bei Voß in Stettin gegossene Bronzeglocken gestiftet. | Weitere Bilder    |
| 31 |                       | Feldsteinmauer und    | |                   |
| 31 |                       | 2 Grabplatten 18. Jh. | |                   |

## Quelle
- Karte der Baudenkmale im Geoportal des Landkreises